# Sikenica

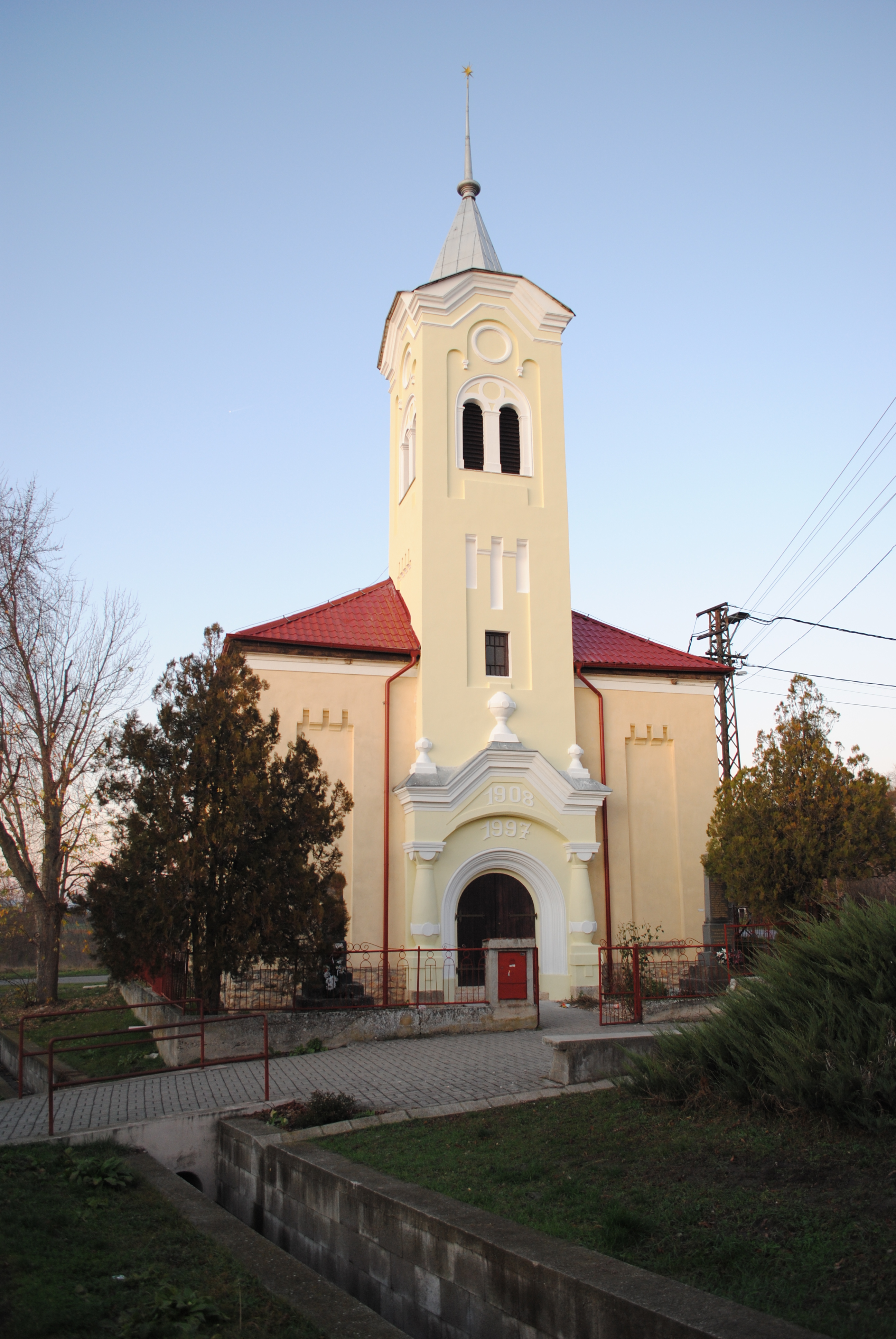
Reformierte Kirche in Nagypeszek, 2019

Sikenica ist eine Gemeinde im Süden der Slowakei mit 602 Einwohnern (Stand 31. Dezember 2024), die zum Okres Levice, einem Teil des Nitriansky kraj gehört.

## Geographie
Die Gemeinde befindet sich im unteren Tal des Hron am Westrand des Hügellands Ipeľská pahorkatina (Teil des Donauhügellands) am Kanal Perec. Das Gemeindegebiet ist in einer flachen bis leicht hügeligen, von Au- und Braunböden bedeckten Landschaft situiert. Zwei Erhebungen sind die Koniarka (238 m n.m.) östlich und der Zajačí vrch (209 m n.m.) nördlich der Gemeinde. Das Ortszentrum liegt auf einer Höhe von 150 m n.m. und ist sieben Kilometer von Želiezovce sowie 21 Kilometer von Levice entfernt.
Nachbargemeinden sind Kukučínov im Norden, kurz Zbrojníky im Nordosten, Sazdice sowie über ein „Viereck“ Kubáňovo im Osten, Lontov im Südosten, Šalov im Süden und Želiezovce im Westen.

## Geschichte
Die heutige Gemeinde entstand 1960 durch Zusammenschluss der vorher selbstständigen Orte Trhyňa (bis 1948 slowakisch „Trgyňa“; ungarisch Tergenye) und Veľký Pesek (ungarisch Nagypeszek).
Die beiden Teilorte wurde zum ersten Mal 1307 als Tergenye beziehungsweise 1295 als Pescech schriftlich erwähnt und gehörten anfangs verschiedenen Edelmännern, danach dem Gut von Želiezovce. 1828 zählte man in beiden Orten jeweils 83 Häuser und 497 Einwohner.
Bis 1918/1919 gehörten die im Komitat Hont liegenden Orte zum Königreich Ungarn und kamen danach zur Tschechoslowakei beziehungsweise heute Slowakei. Von 1938 bis 1944 lagen sie auf Grund des Ersten Wiener Schiedsspruchs noch einmal in Ungarn.
Von 1986 bis 1992 war die Gemeinde Sikenica Teil der Stadt Želiezovce.

## Bevölkerung
| Jahr                | 1994 | 2004    | 2014    | 2024    |
| ------------------- | ---- | ------- | ------- | ------- |
| Anzahl der Personen | 653  | 643     | 641     | 602     |
| Unterschied         |      | −1,53 % | −0,31 % | −6,08 % |

| Jahr                | 2023 | 2024    |
| ------------------- | ---- | ------- |
| Anzahl der Personen | 624  | 602     |
| Unterschied         |      | −3,52 % |

Gemäß der Volkszählung 2011 wohnten in Sikenica 657 Einwohner, davon 414 Slowaken, 168 Magyaren, sechs Tschechen und ein Roma. 68 Einwohner machten keine Angabe. 326 Einwohner bekannten sich zur römisch-katholischen Kirche, 70 Einwohner zur reformierten Kirche, 52 Einwohner zur evangelischen Kirche A. B., 15 Einwohner zur griechisch-katholischen Kirche, neun Einwohner zu den Zeugen Jehovas, vier Einwohner zur jüdischen Gemeinde, drei Einwohner zur evangelisch-methodistischen Kirche und jeweils ein Einwohner zu den Mormonen, zur Brüderkirche sowie zur kongregationalistischen Kirche; zwei Einwohner bekannten sich zu einer anderen Konfession. 81 Einwohner waren konfessionslos und bei 92 Einwohnern wurde die Konfession nicht ermittelt.

## Bauwerke
- reformierte Kirche aus dem Anfang des 19. Jahrhunderts im Ortsteil Trhyňa
- reformierte Kirche im Barockstil aus dem Jahr 1750 im Ortsteil Veľký Pesek